# Caerostrini
Caerostrini è una tribù appartenente alla famiglia Araneidae dell'ordine Araneae della classe Arachnida.
La seconda parte del nome deriverebbe dal latino rostrum, cioè rostro, sperone, in quanto alcune specie hanno il cefalotorace ricoperto di speroni non acuminati; in aggiunta il suffisso -ini che designa l'appartenenza ad una tribù.

## Tassonomia
Al 2007, si compone di quattro generi:
- Aspidolasius Simon, 1887
- Caerostris Thorell, 1868
- Talthybia Thorell, 1898
- Thelacantha van Hasselt, 1882